# 佐倉市八街市酒々井町消防組合

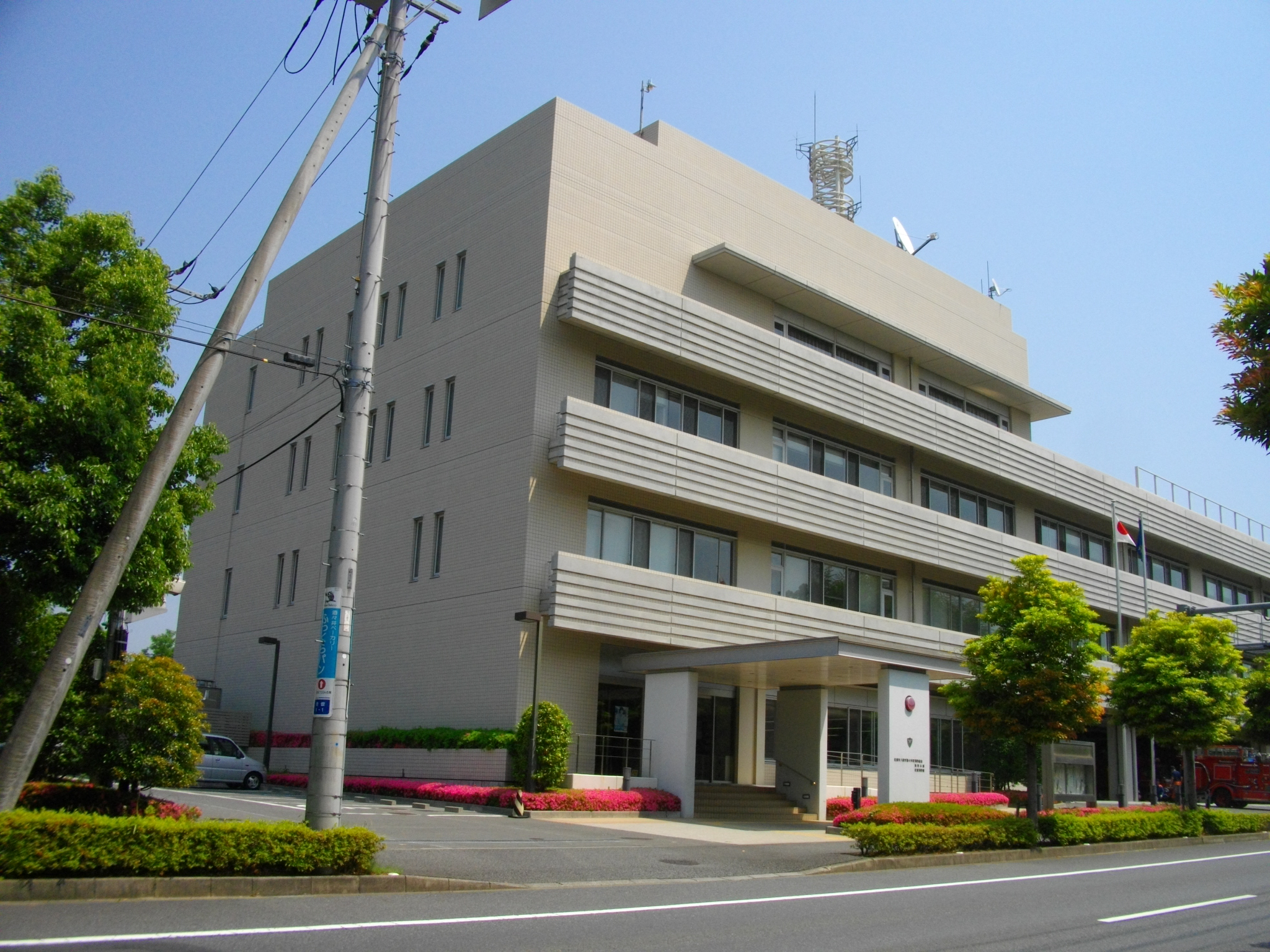
佐倉市八街市酒々井町消防組合消防本部

佐倉市八街市酒々井町消防組合（さくらし やちまたし しすいまち しょうぼうくみあい）は、千葉県佐倉市、八街市及び印旛郡酒々井町によって組織された一部事務組合（消防組合）である。管轄区域は前述の2市1町。

## 概要
- 消防本部：佐倉市大蛇町281
- 管内面積：197.64km2
- 職員定数：395人
- 実　　員：385人
- 消防署4カ所、出張所5カ所
- 主力機械（2020年4月1日現在）
  - 普通消防ポンプ自動車：10
  - 水槽付消防ポンプ自動車：10
  - はしご付消防自動車：1
  - 屈折はしご付消防自動車：1
  - 化学消防自動車：2
  - 救急自動車：13
  - 指揮車：6
  - 救助工作車：2[1]
  - 電源照明車：1
  - 小型動力付き水槽車：1
  - 空気充填車：1
  - ボートトレーラー：1
  - 支援車：1
  - 資機材搬送車：1
  - 災害対応多目的車：1[2]
  - その他：20
  - 津波・大規模風水害対策車：1[3]

【主力機械に関する参考文献：令和2年版消防年報（佐倉市八街市酒々井町消防組合総務課）】

## 沿革
- 1971年9月6日　佐倉市、酒々井町、八街町の1市2町による消防組合が千葉県知事より設立許可される。
- 1972年4月1日　佐倉市外二町消防組合が発足し、消防本部、消防署、志津分遣所を開設する。
- 1972年12月1日　八街分署を開設する。
- 1974年1月23日　井野分遣所を開設する。
- 1974年8月1日　酒々井分署を開設する。
- 1974年10月17日　消防本部、消防署が移転する。
- 1977年12月2日　八街南部出張所を開設する。
- 1979年2月25日　神門出張所を開設する。
- 1983年12月22日　志津分署を開設し、井野分遣所を廃止する。志津分遣所を志津南出張所に改称する。
- 1984年2月1日　消防音楽隊が発足する。
- 1992年4月1日　八街町の市制施行に伴い、佐倉市八街市酒々井町消防組合に改称する。
- 1992年4月1日　八街分署が八街消防署に、酒々井分署が酒々井消防署に昇格し、消防署を佐倉消防署と改称し、3署体制となる。
  - 佐倉消防署志津分署、佐倉消防署志津南出張所、佐倉消防署神門出張所、八街消防署八街南部出張所となる。
- 1993年4月1日　佐倉消防署志津分署が志津消防署に昇格し、4署体制となる。佐倉消防署志津南出張所を志津消防署志津南出張所に変更する。
- 1994年3月24日　佐倉消防署臼井出張所を開設する。
- 1995年3月1日　志津消防署志津南出張所が新築のうえ移転する。
- 2002年3月25日　消防本部及び佐倉消防署が新築のうえ現在地に移転する。旧佐倉消防署に佐倉消防署角来出張所を開設する。
- 2015年2月1日　特別救助隊を昇格させる形で高度救助隊「SUPER RESCUE SAKURA（SRS）」が発足。
- 2015年9月15　7年9月関東・東北豪雨災害（茨城県常総市）に緊急消防援助隊を派遣した

- 2020年3月25日　津波・大規模風水害対策車1台を総務省消防庁より無償貸与され消防本部警防課へ配置する。

【参考文献：平成18年版消防年報（佐倉市八街市酒々井町消防組合）】

## 組織
- 消防組合
  - 管理者：1人
  - 副管理者：2人
  - 会計管理者：1人
    - 管理者・副管理者は、関係市町長の互選
    - 会計管理者は、管理者の属する関係市町の会計管理者
- 本部
  - 総務課 - 企画調整室、総務係、経理係
  - 予防課 - 予防係、危険物係、査察調査係
  - 警防課 - 警防係、救急救助係
  - 指揮指令課 - 指揮隊
- 消防署 - 庶務係、予防係、警防係、救急係

## 消防署
| 消防署       | 住所                     | 出張所                                                             |
| ------------ | ------------------------ | ------------------------------------------------------------------ |
| 佐倉消防署   | 佐倉市大蛇町281          | 神門：佐倉市神門642-4 臼井：佐倉市染井野3-1-5 角来：佐倉市角来1730 |
| 志津消防署   | 佐倉市ユーカリが丘1-1-28 | 志津南：佐倉市中志津3-35-1                                         |
| 八街消防署   | 八街市八街ほ584-2        | 八街南部：八街市上砂48-20                                          |
| 酒々井消防署 | 酒々井町上岩橋1168       | なし                                                               |

## その他
フジテレビ系の連続ドラマ「コード・ブルー -ドクターヘリ緊急救命-」シリーズの消防監修を担当しており、一部放送回では隊員の出演もあった。
「佐倉消防」としてドクターヘリ要請や急患搬送をする演出もあり、登場する救急車や消防車には「佐倉市八街市酒々井町消防組合」の文字が入っている。